# Tchagra
Tchagror (Tchagra) är ett släkte i familjen busktörnskator inom ordningen tättingar. Släktet omfattar fyra arter som förekommer i Afrika:
- Svartkronad tchagra (T. senegalus)
- Brunkronad tchagra (T. australis)
- Trestreckad tchagra (T. jamesi)
- Kaptchagra (T. tchagra)